# پرنامبوت
پرنامبوت (به انگلیسی: Pernambut) یک منطقهٔ مسکونی در هند است که در بخش ولور واقع شده‌است. پرنامبوت ۱۲٫۹۷ کیلومتر مربع مساحت و ۵۱٬۲۷۱ نفر جمعیت دارد.